# Milton Célio
Milton Célio de Oliveira Filho, (Ubatuba, 30 de setembro de 1953) é um escritor, professor e advogado brasileiro. É autor de livros infantis e inventor de jogos de tabuleiro e brinquedos.

## Biografia
Nascido e criado em Ubatuba, litoral norte de São Paulo, Milton Célio de Oliveira Filho teve uma infância marcada pela educação e pelo ambiente escolar. Filho do diretor de escola pública Milton de Oliveira e da professora de alfabetização Luzia Rocha de Oliveira, Milton cresceu em uma família dedicada ao ensino e ao desenvolvimento cultural. Com quatro irmãos, desde cedo viveu rodeado por livros e pela influência pedagógica dos pais, o que viria a moldar profundamente sua trajetória pessoal e profissional.
Na década de 1960, mudou-se para São Paulo, onde se formou em Direito e em Língua Portuguesa pela Pontifícia Universidade Católica de São Paulo (PUC-SP). Com forte vocação para a educação, passou a lecionar português em escolas da rede estadual, transmitindo a alunos de diversas idades o gosto pela literatura e pela língua portuguesa.

## Inicio na literatura e na poesia
A vocação literária de Milton começou a tomar forma na década de 1980, quando participou de importantes antologias, incluindo Cem Poemas Brasileiros (1980) e I Concurso Nacional de Poesia Vinícius de Moraes para Servidor Público (1984). Esses primeiros passos na literatura abriram portas para sua carreira como escritor, especialmente no gênero infantil, onde viria a se destacar como um dos autores mais inovadores e premiados do Brasil.

## Carreira na literatura infantil
Milton Célio estreou na literatura infantil em 2003, com o livro O Caso das Bananas, publicado pela editora Brinque-Book. Suas obras logo ganharam reconhecimento, integrando o catálogo da prestigiada Feira do Livro Infantil de Bolonha em 2007 e recebendo o selo "Altamente Recomendável" da Fundação Nacional do Livro Infantil e Juvenil (FNLIJ). Ele foi também selecionado para o “Programa Nacional Biblioteca da Escola” da FNLIJ, um importante marco que levou suas obras a escolas de todo o Brasil.
Entre os títulos mais notáveis de sua obra estão O Ovo ou a Galinha?, co-escrito com Maria Cristina Raposo de Mello, que obteve o terceiro lugar na categoria Ilustração do Prêmio Jabuti em 2012. Sua habilidade em criar narrativas que encantam tanto crianças quanto adultos transformou Milton Célio em uma referência na literatura infantil brasileira, sempre buscando temas lúdicos, pedagógicos e repletos de criatividade.

## Pioneirismo na Criação de Jogos de Tabuleiro no Brasil
Paralelamente à sua carreira literária, Milton Célio se destacou como um dos pioneiros na criação de jogos de tabuleiro no Brasil, colaborando com a empresa Grow, uma das maiores fabricantes de jogos do país. Seu trabalho incluiu a criação de jogos que se tornaram clássicos e acompanharam gerações de jogadores. Entre suas criações mais conhecidas estão Identidade Secreta, Veredito, Pega Pega Tabuada, Passa Letra, War Júnior e Resposta Mágica, que chegou a ser comercializado internacionalmente.
Milton Célio também desenvolveu jogos temáticos com personagens da cultura brasileira e internacional, como a Turma da Mônica e a Disney, e outros jogos para a Estrela, como Jogo do Vestibular, Duro de Roer do Gugu, Esconde-esconde da Angélica, Seninha no Trânsito, Gincana da Eliana e Pipoca Maluca da Eliana. Esses projetos inovadores marcaram a infância de milhares de brasileiros, reforçando sua reputação como um dos principais criadores de jogos de tabuleiro do país.

## Trajetória Profissional e Reconhecimento
Em 2010, Milton Célio assumiu o cargo de Procurador da Fazenda do município de Itapevi, função que desempenha até hoje. Sua atuação no setor público é mais um reflexo de sua dedicação ao bem comum e ao desenvolvimento social, características que sempre estiveram presentes em sua carreira.
Ao longo de sua vida, Milton Célio de Oliveira Filho construiu uma trajetória marcada pela inovação, criatividade e contribuição para a cultura e educação brasileira. Como professor, autor e criador de jogos, ele transformou suas ideias em ferramentas de aprendizado e lazer, deixando um legado que segue inspirando novas gerações.

## Obras: livros infantis
- O Caso das Bananas, Brinque-Book, 2003. ISBN 9788574121130
- O Caso do Favo de Mel, Brinque-Book. ISBN 9788574124599
- O Caso do Pote Quebrado, Brinque-Book. ISBN 9788574121628
- Chin, Chan, Chun, Brinque-Book. ISBN 9788574124971
- ... E a Lua Sumiu, Brinque-Book. ISBN 9788574122656
- O Enigma da Lagoa, Brinque-Book. ISBN 9788574123219
- O Caso da Lagarta que Tomou Chá de Sumiço, Brinque-Book. ISBN 9788574122052
- O Rato e o Alfaiate,[2] Brinque-Book, 2011. ISBN 9788574123554
- A Arca de Noé, Globo, 2008. ISBN 9788525045256
- Dioneia e a Abelha, Globo, 2009. ISBN 9788525047540
- O Ovo, Globo, 2010. ISBN 9788525047649
- Onde Está o Camaleão?, Globo, 2010. ISBN 9788525048912
- Gino Girino (coautor), Globo. ISBN 9788525035509
- Depois do Dilúvio, Globo. ISBN 9788525051790
- O Bobo que Não Era Bobo, Globo, 2014. ISBN 9788525057952
- O Mundo é Redondo e a Vida Cor de Rosa (coautor), Girafinha. ISBN 8564127113
- O Ovo Ou A Galinha? (coautor), Rideel. ISBN 9788533919730
- O Mistério da Pedra que Andou,[3] Mercuryo Jovem. ISBN 9788572723060
- Barco a Vela, Elo Editora. ISBN 978-65-80355-22-8
- O Sapo, Elo Editora, 2020. ISBN: 978-65-80355-06-8
- O Caso dos Cães Irados, Globo, 2017, ISBN 9788525062062
- O Mistério do Colecionador, Escarlate, 2020, ISBN 9788583820918
- “A Abelha” - Elo Editora
- “O Sapo” - Elo Editora
- “A Tartaruga” - Elo Editora
- “A Borboleta” - Elo Editora
- “O Vira-lata” - Elo Editora
- “O Papagaio” - Elo Editora
- “Bloom” - Elo Editora
- “O Polvo” - Elo Editora
- “A Formiga” - Elo Editora
- “A Baleia Azul” - Elo Editora
- “A Girafa” - Elo Editora
- “O Ornitorrinco” - Elo Editora”
- “Sonhos de um Morcego” - Elo Editora
- “Um livro em branco” - Elo Editora
- “A Vaca que não parava de sonhar” - Elo Editora
- “Lili em um dia Inesquecível” - Elo Editora
- “Barco a Vela” - Elo Editora
- “O Mistério das Cenouras” - Elo Editora
- “A Mula sem cabeça” - Elo Editora
- “Todos os Bichos da Arca” - Elo Editora
- “Memória de Elefante” - Elo Editora
- “A Mula sem cabeça” - Elo Editora
- “A Cuca” - Elo Editora
- “O quarto porquinho e o lobo que queria tocar saxofone” - Elo Editora
- “Vó pra toda hora” - Elo Editora
- “Memórias de um piloto de velocípede” - Elo Editora
- “A fantástica viagem de Okioké” - Elo Editora
- “O Caso do patinho que se achava feio” - Elo Editora

## Jogos de tabuleiro
- Identidade Secreta (Grow)
- Veredito (Grow)
- Pega Pega Tabuada (Grow)
- Passa Letra (Grow)
- War Júnior (Grow)
- Resposta Mágica (Grow) – Comercializado também internacionalmente
- Jogo do Vestibular (Estrela)
- Duro de Roer do Gugu (Estrela)
- Esconde-Esconde da Angélica (Estrela)
- Seninha no Trânsito (Grow)
- Gincana da Eliana (Estrela)
- Pipoca Maluca da Eliana (Estrela)
- Jogos temáticos com Turma da Mônica (Grow)
- Jogos temáticos com personagens da Disney (Grow)